# Häg-Ehrsberg
Häg-Ehrsberg ist eine Gemeinde im baden-württembergischen Landkreis Lörrach. Sie liegt im Angenbachtal, einem Seitental der Wiese, und entstand 1975 durch die Vereinigung der vormals eigenständigen Gemeinden Häg und Ehrsberg.
Häg-Ehrsberg zählt 810 Einwohner (31. Dezember 2024), das Gemeindegebiet hat eine Größe von 2503 Hektar und ist auch als Hinterhag bekannt. Es umfasst 22 Dörfer, Zinken und Häuser. Als Teil der vorderösterreichischen Vogtei Zell im Wiesental blieb Häg-Ehrsberg nach der Reformation katholisch und kam erst 1806 an das Großherzogtum Baden. Nachdem die Gemeinde lange von der Landwirtschaft geprägt war, gewann ab Mitte des 19. Jahrhunderts die Textilherstellung mit zwei Fabriken auf ihrem Gebiet an Bedeutung. Seit dem Niedergang der Wiesentäler Textilindustrie in der zweiten Hälfte des 20. Jahrhunderts sind die meisten Erwerbstätigen des Dorfes Auspendler.

## Geographie

### Geographische Lage

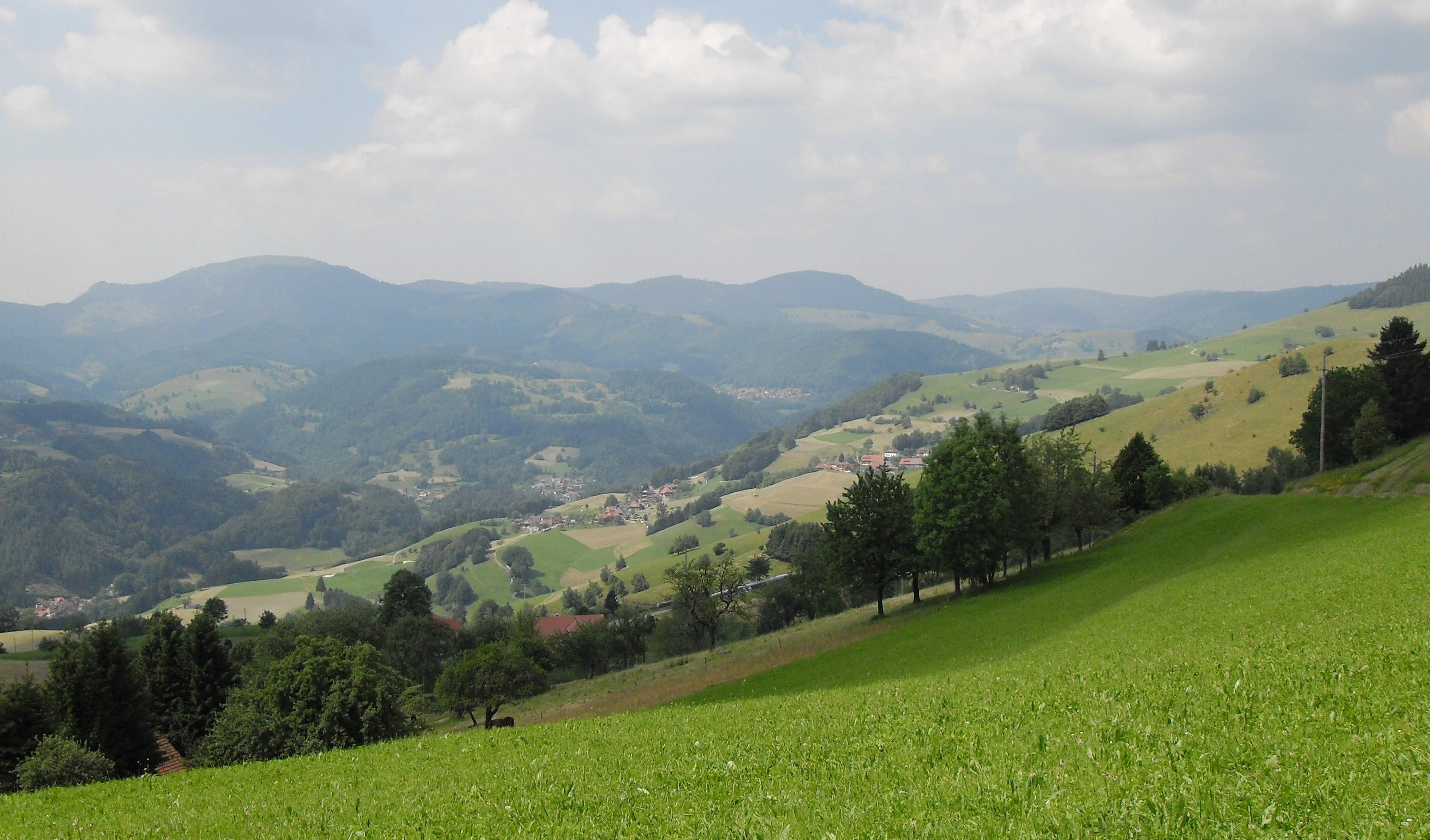
Blick in Richtung Wiesental auf die Ehrsberger Zinken Ober- und Mittelwühre

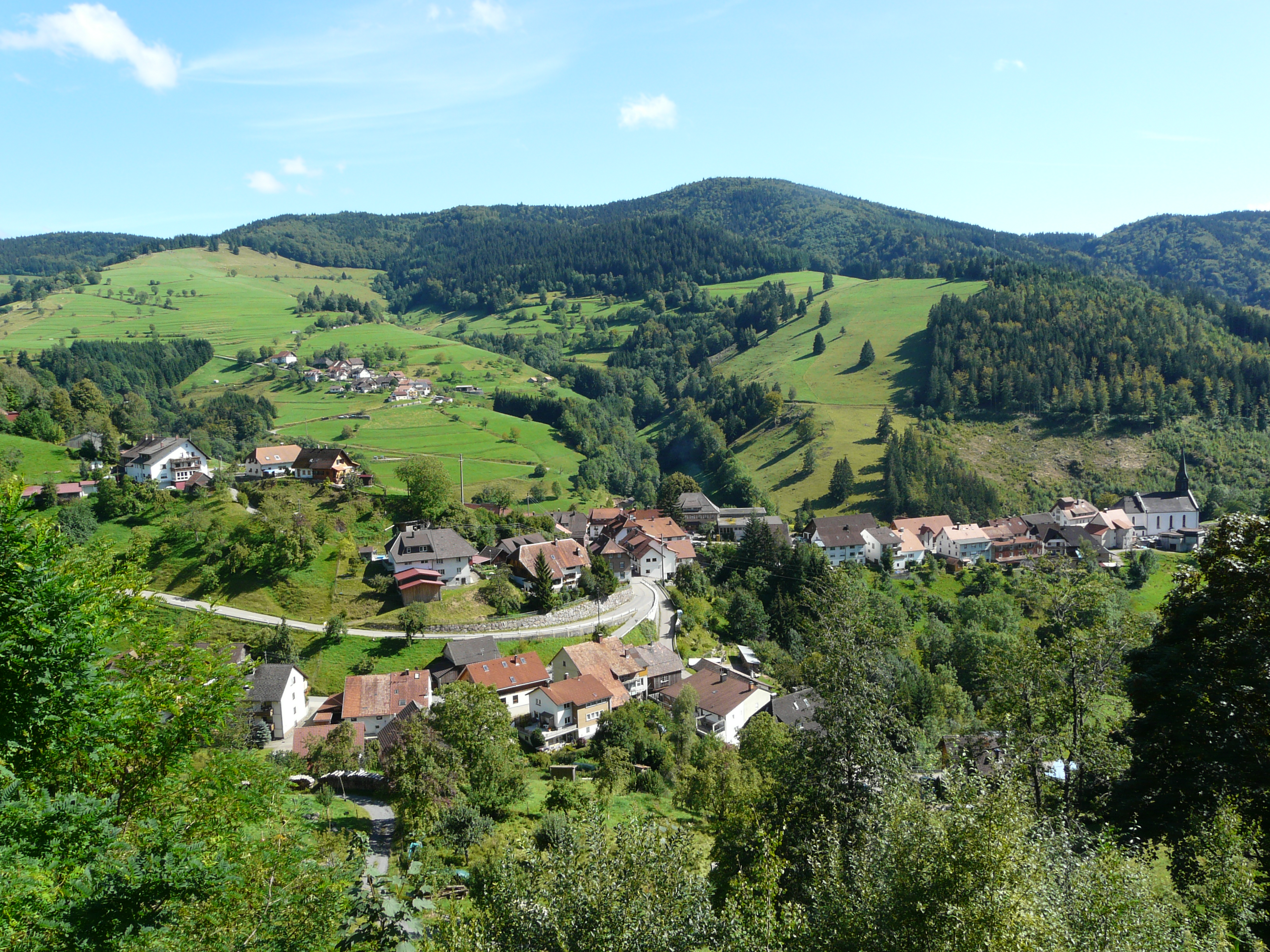
Häg von oberhalb des Dorfes fotografiert, im Hintergrund der Ortsteil Sonnenmatt

Häg-Ehrsberg liegt auf 540 bis 1192 m ü. NHN im Angenbachtal, einem Seitental des Wiesentals im Naturpark Südschwarzwald. Der Angenbach entsteht beim Ortsteil Happach durch den Zusammenfluss kleinerer Quellbäche, zieht sich dann in südwestlicher Richtung durch das gesamte Gemeindegebiet und mündet im Nachbarort Mambach in die Wiese. Häg-Ehrsberg wird manchmal, da zu einem Nebental gehörig, mit zum Oberen Wiesental (auch Hinteres Wiesental genannt) gezählt, das als Landschaftsbezeichnung über das alleinige Flusstal hinaus auch auf das gesamte Einzugsgebiet der oberen Wiese bezogen wird, die von der Quelle bis nach Zell im Wiesental reicht. Die beiden Gemarkungen der Gemeinde, Häg und Ehrsberg, erstrecken sich zusammen über 2503 Hektar und sind durch zahlreiche Hügel und Berge charakterisiert: im Osten St. Antoni (1052 m) und Steinbühl (1148 m), an der südlichen Gemeindegrenze Rohrenkopf (1170 m), Hörnle (1002 m), Dietenschwander Kopf (1099 m) und Obere Hohe Tanne (1090 m). Im Südwesten befindet sich der Wegscheidekopf (829 m) und im Norden Herrenschwander Kopf (1152 m) und Wannenkopf (1129 m). Der höchste Punkt des Gemeindegebiets befindet sich im Nordosten, wo die Grenze sich Beim Dreieckigen Stein auf 1192 m mit denen von Todtnau und Todtmoos in einem Markungsdreipunkt trifft, der tiefste im Ortsteil Rohmatt im Südwesten des Gemeindegebiets am Auslauf des Angenbachs auf rund 530 m. Die namengebenden Dörfer Häg und Ehrsberg liegen auf 681 beziehungsweise 854 m.

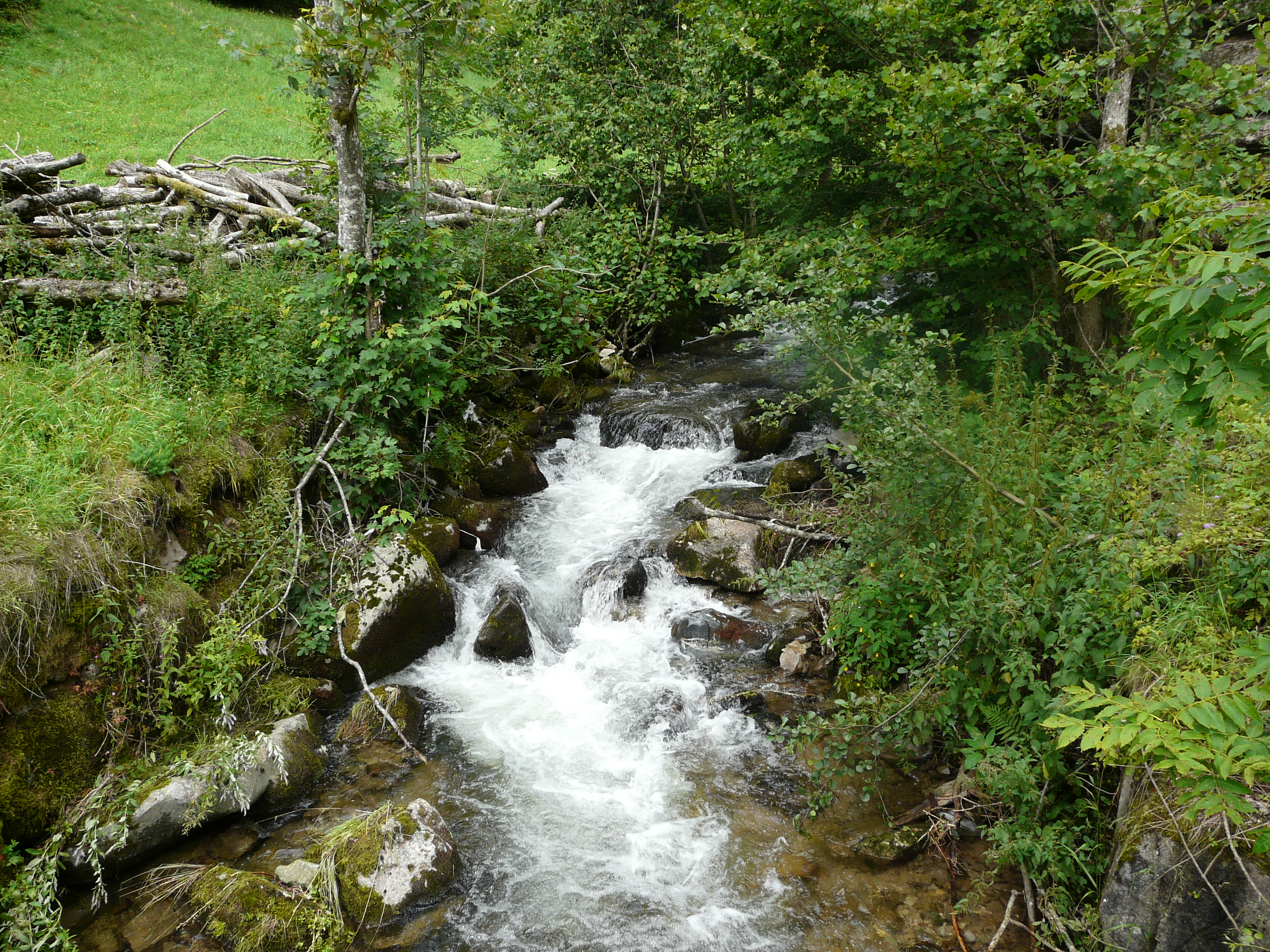
Der Angenbach oberhalb von Rohmatt

Die Gemeinde grenzt im Norden an Fröhnd und den Ortsteil Herrenschwand der Stadt Todtnau, im Osten an Todtmoos, im Süden an den Ortsteil Gersbach der Stadt Schopfheim und im Westen an die Stadt Zell im Wiesental (Ortsteile Mambach, Atzenbach und Riedichen). Im nordöstlichen Gemeindegebiet gibt es eine Waldenklave zwischen den Häg-Ehrsberger Ortsteilen Happach und Altenstein, die der Stadt Zell im Wiesental bzw. ihren Ortsteilen Adelsberg, Atzenbach und Riedichen zugesprochen ist.

### Geologie
Das Zeller Bergland, zu dem Häg-Ehrsberg gehört, ist ein südlicher Ausläufer des Schwarzwaldes und besteht wie dieser aus erdgeschichtlich relativ altem Kristallingestein wie Gneis und Granit.
Im Westteil des Gemeindegebiets dominieren diatektisch veränderte Paragneise, also Gneise, die aufgrund von Aufschmelzungen schlierig sind. Im östlichen Teil überwiegt dagegen ein durch partielle Aufschmelzung des Ausgangsgesteins verändertes Mischgestein, sogenannte Anatexite. In der Umgebung von Happach befindet sich außerdem von St. Blasien herkommender Granit.

### Gemeindegliederung

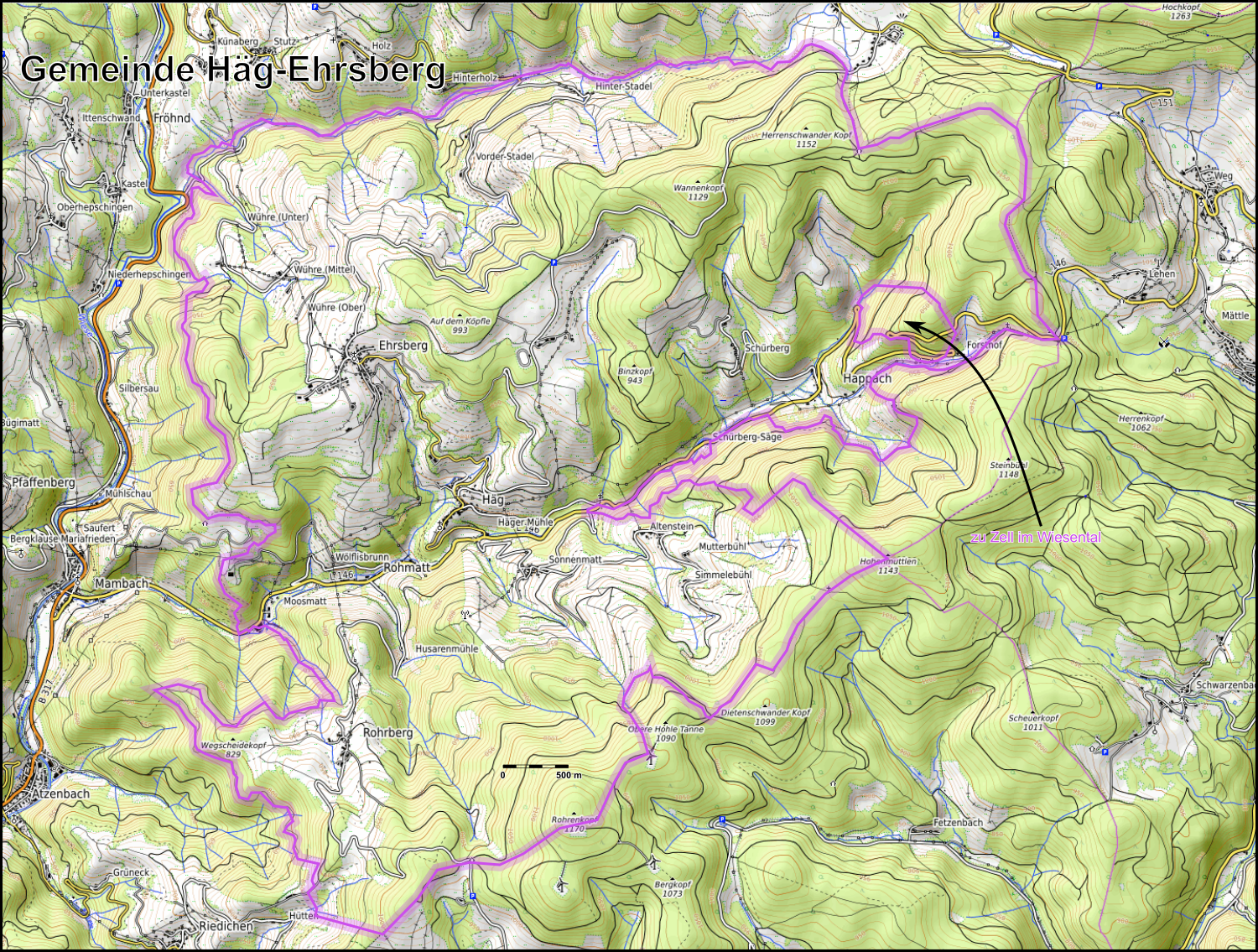
Karte des Gemeindegebietes von Häg-Ehrsberg

Zur Gemeinde Häg-Ehrsberg, bestehend aus den früher selbstständigen Gemeinden Häg und Ehrsberg, gehören 22 Dörfer, Zinken, Einzelhöfe und -häuser. Die ehemalige Gemeinde Ehrsberg bestand aus dem Dorf Ehrsberg und den Zinken Hinterstadel, Vorderstadel (Stadelhalde), Waldmatt, Mittelwühre, Oberwühre und Unterwühre, die ehemalige Gemeinde Häg aus den Dörfern Häg, Altenstein, Happach, Rohmatt, Rohrberg, Schürberg und Sonnenmatt, den Zinken Forsthof, Fuchsbühl, Häger Mühle, Husarenmühle und Wölflisbrunn (Wolfsbrunn) mit Moosmatt, den Höfen Mutterbühl und Simmelebühl und dem Haus Schürberg-Säge.

### Klima
Es gibt keine Wetterstation in der Gemeinde Häg-Ehrsberg, wohl aber eine auf 781 m ü. NN im östlichen Nachbarort Todtmoos. Ihre Temperatur- und Niederschlagswerte sind in der folgenden Tabelle wiedergegeben:
|                        | Jan   | Feb   | Mär   | Apr   | Mai   | Jun   | Jul   | Aug   | Sep   | Okt   | Nov   | Dez   |   |         |
| Mittl. Temperatur (°C) | −1,8  | −0,7  | 1,4   | 4,7   | 9,3   | 12,6  | 14,6  | 13,9  | 11,2  | 7,1   | 2,4   | −0,8  | ⌀ | 6,2     |
|                        |       |       |       |       |       |       |       |       |       |       |       |       |   |         |
| Niederschlag (mm)      | 210,4 | 170,2 | 170,6 | 146,9 | 146,7 | 149,6 | 127,2 | 142,3 | 113,0 | 140,3 | 192,1 | 227,0 | Σ | 1.936,3 |

|  |

|  |

|  |

|  |

|  |

|  |

|  |

|  |

|  |

|  |

|  |

|  |

|  |

|  |

|  |

|  |

|  |

|  |

|  |

|  |

|  |

|  |

|  |

|  |

### Naturlandschaft

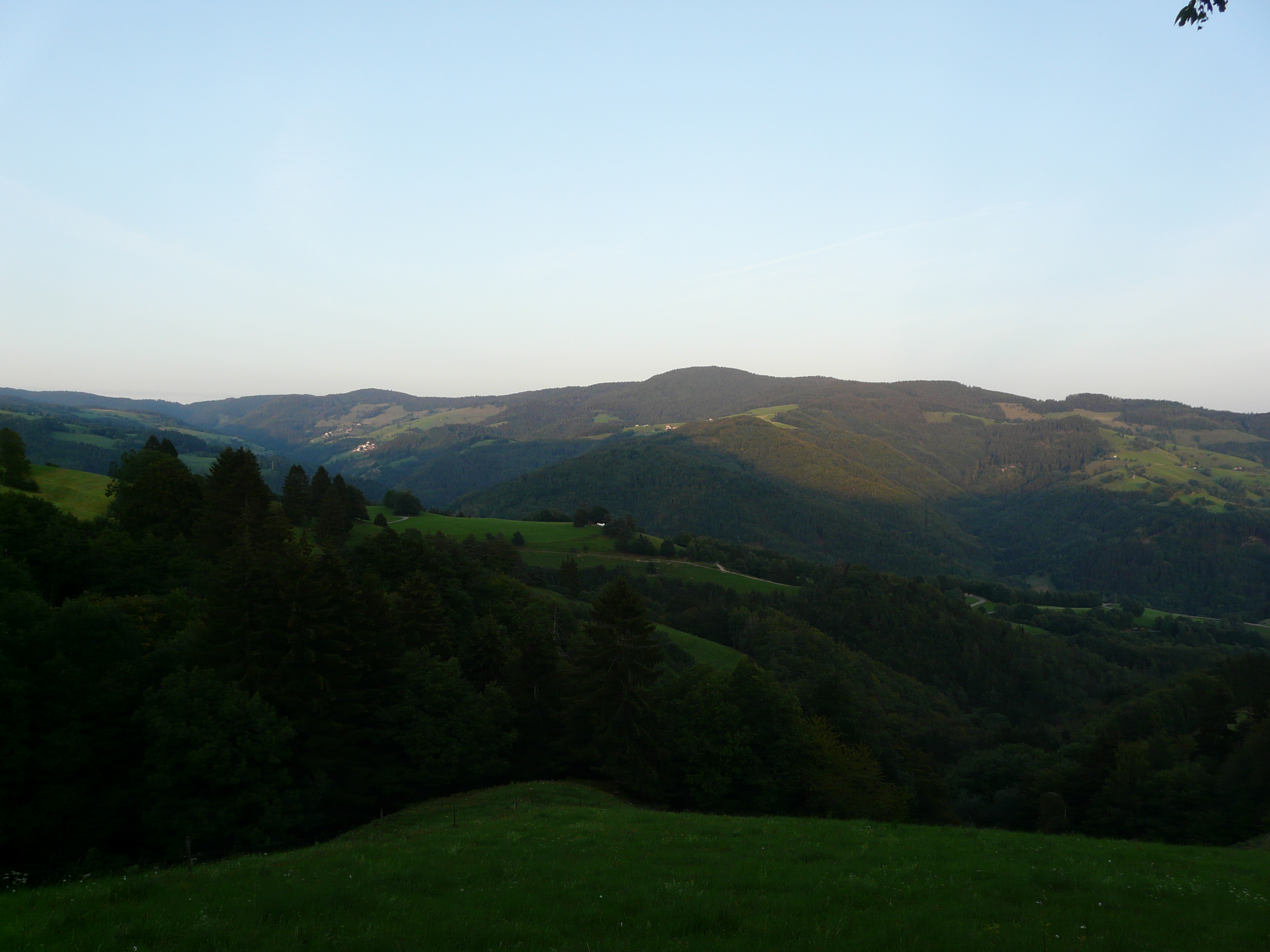
Blick vom Zeller Blauen Richtung Osten auf das Zeller Bergland. Links und mittig sind die Ortsteile Altenstein, Sonnenmatt und Rohrberg zu erkennen.

Das gesamte Gemeindegebiet Häg-Ehrsbergs ist Teil des Naturparks Südschwarzwald. Häg-Ehrsberg hat außerdem Anteil an drei Fauna-Flora-Habitat (FFH)-Gebieten:
703,55 Hektar des Gemeindegebiets gehören dem FFH-Gebiet „Weidfelder im Oberen Wiesental“ an. Diese für den Hochschwarzwald typische Kulturlandschaft aus Weidfeldern, Buchenwäldern und Wiesenbächen hat eine Gesamtfläche von mehr als 1.700 Hektar und bietet unter anderem Lebensraum für Groppe, Bachneunauge, Grünes Gabelzahnmoos, Spanische Fahne und Großes Mausohr.
Ähnlich beschaffen ist das FFH-Gebiet „Weidfelder bei Gersbach und an der Wehra“ (Gesamtfläche 1.977,89 Hektar), an dem Häg-Ehrsberg mit rund 0,03 Hektar jedoch nur einen verschwindend kleinen Anteil hat, ebenfalls nur ein 0,04-Hektar-Zwickel des FFH-Gebietes „Gletscherkessel Präg“. gehört zu Häg-Ehrsberg.
394,68 Hektar der Gemeindefläche sind Teil des Schutzgebietes nach der SPA „Südschwarzwald“ (Gesamtfläche 33.515,91 Hektar), zu dessen Arteninventar unter anderem Uhu, Wanderfalke, Schwarzmilan, Wespenbussard und Zitronengirlitz gehören.
Die Häger Wasserfälle (siehe unten) sind ein Naturdenkmal.

## Geschichte

### Erste Zeugnisse
Das Gebiet von Häg-Ehrsberg wurde vermutlich, wie das restliche Hintere Wiesental, im zehnten oder elften Jahrhundert besiedelt. Der erste urkundlich erwähnte Ortsteil ist Rohrberg, das 1378 vom Basler Domherrn Werner Schaler an Walter von Schönau verpfändet wurde. 1394 wurde die „Burg zum alten Stein“ erwähnt, die vermutlich den Herren von Stein gehört hatte. Die genaue Lokalisation der Burg ist umstritten, vermutet wird sie entweder beim gleichnamigen Ortsteil der Gemeinde Häg-Ehrsberg oder auf dem „Henschenberg“ bei Zell im Wiesental. Die Herren von Stein waren verwandt mit den Herren von Wieladingen und teilten sich mit diesen das stiftsäckingsche Meieramt. Zu diesem gehörte auch die Verwaltung des Dinghofs Zell, zu dem das Gebiet von Häg-Ehrsberg zählte. Im Besitz der Herren von Stein war auch die Burg Neuenstein, die früher bei Todtmoos-Schwarzenbach vermutet wurde, wahrscheinlich aber nahe Raitbach lag. Um 1350 verheiratete Heinrich von Stein seine einzige Tochter und Erbin mit Rudolf von Schönau, dem Vater des zuvor erwähnten Walter. Burg und Meieramt kamen dadurch an die Schönauer.
Der Ort Ehrsberg wurde 1416, Häg 1439 erstmals erwähnt. Das Gemeindegebiet gehörte zum Dinghof Zell des Säckinger Damenstifts. Aus dem Dinghof wurde später die Vogtei Zell. Sie bestand zu dieser Zeit aus zwei Teilen; der Hinterhag umfasste das Gemeindegebiet des heutigen Häg-Ehrsberg, zum Vorderhag gehörten Zell, Atzenbach, Mambach, Pfaffenberg mit Käsern, Riedichen mit Gaisbühl und Adelsberg mit Blauen, also das heutige Gebiet der Stadt Zell im Wiesental. Der Name Hinterhag für das Gebiet blieb erhalten und wird heute synonym für die Gemeinde Häg-Ehrsberg verwendet. Der Name kommt laut lokalen Überlieferungen von einem Zaun (alemannisch Hag), den die Einwohner von Häg und Ehrsberg zwischen Mambach und Rohmatt errichteten, als im vorderen Teil der Vogtei eine Seuche umging. Eine andere Deutung sieht in dem Hag einen von der Bevölkerung zum Schutz gegen umherziehende Armagnaken und Plünderer errichteten Landhag. Das Meieramt über den Zeller Dinghof hatten die Herren von Schönau, ausgenommen die Jahre 1397 bis 1511, als das Amt an eine Basler Patrizierfamilie verpfändet war. Die Schönauer Grundherrschaft bestand danach bis 1831 weiter.

### Kirchliche und politische Unabhängigkeit
1779 wurde die Pfarrei Häg eingerichtet, erster Schritt einer Loslösung von Zell. Die Orte Rohmatt, Häg, Ersberg, Schürberg, Happach, Altenstein, Rohrberg, Sonnenmatt, Stadel und Forsthof hatten „theils wegen der Entfernung […] von ihrer Pfarrkirche Zell theils auch wegen schlimmer Lage der gebergigten Landschaft und theils auch wegen der beschwerlichen Wege zu jener Mutterkirche“ um eine eigene Pfarrei gebeten, die ihnen dann vom Erzbistum Konstanz auch gewährt wurde. Pfarrort wurde Häg, neun weitere Orte wurden als Filialorte genannt: Ehrsberg, Stadel, Wadmatt, Schürberg, Happach, Altenstein, Sonnenmatt, Rohmatt und Rohrberg. Im Jahr 1807 wurden in der Pfarrei 1485 Seelen verzeichnet.
Im Jahr 1788, nur wenige Jahre nach der Errichtung der Häger Pfarrei, wurden die Hinterhager Bürger Jakob Scheuble und Christian Philipp auf dem Zeller Amt vorstellig und baten für den Hinterhag um „ein eigenes Gericht, welches aus einem Vogt oder Stabhalter und Geschworenen bestehe, wie das Vogtsgericht im Vorderhag“. Das Zeller Amt verwies das Gesuch ans Säckinger Oberamt und empfahl die Ablehnung, die auch prompt erfolgte. Auch ein weiteres Gesuch der Hinterhager im Jahr 1798 wurde nach mehreren Verhandlungen und Berufungen im September 1802 abgelehnt; ab 1804 genehmigte man dem Hinterhag jedoch die Wahl eines eigenen Vogtes. Die Hinterhager Gemeinden blieben aber dennoch Teil der Zeller Vogtei, ein Zustand, der sich erst änderte, als Vorderösterreich an das neue Großherzogtum Baden kam und Zell im Jahre 1810 badische Stadt wurde. Nun konnte wieder über eine Loslösung des Hinterhages verhandelt werden. Dieses Mal waren die Bemühungen erfolgreich: Mit dem 1. Juni 1811 wurde der Hinterhag von Zell getrennt, sein Gebiet in die zwei nun unabhängigen Gemeinden Häg und Ehrsberg geteilt.

### Kriege und Brandkatastrophen
Zehn Bürger mussten 1812 in das badische Kontingent für Napoleons Russlandfeldzug eintreten. Drei davon kamen wieder zurück, ein Vierter hatte die französische Armee bei Glogau verlassen. Im Zuge der Befreiungskriege mussten mehrfach Fuhr-, Schanz- und andere Hilfsdienste geleistet werden.
In der Zeit zwischen der Französischen Revolution und dem Ende des 19. Jahrhunderts gab es zahlreiche Brandkatastrophen: 1795 brannte Ehrsberg bis auf zwei Häuser ab, zwölf Männer werden als „Brandverunglückte“ aufgeführt. 1821 fielen wieder 17 Häuser den Flammen zum Opfer und 1832 wurden bei einer weiteren Feuersbrunst 13 Häuser und die Kapelle zerstört. 1851 brannte es auch in Häg; 12 Häuser fielen dem zum Opfer, ein Übergreifen auf die restlichen 30 Häuser konnte verhindert werden. 1884 tobte in Altenstein ein Großbrand, der vier Häuser zerstörte und das Leben eines Jungen forderte.
Den Feuersbrünsten gesellten sich mehrere Missernten hinzu, so etwa 1815 und 1847. Wegen dieser widrigen Umstände ist es wenig überraschend, dass 1852 die Hälfte der Häger Bevölkerung zu den „ganz Armen“, die andere Hälfte zu den „teilweise Armen, so auch etwas Vermögenden“ gezählt wurde und dass im 19. Jahrhundert viele auswanderten, anfangs in den Banat und nach Ungarn, später vor allem nach Amerika. Zwischen 1813 und 1933 zählte man insgesamt 230 Auswanderer. In Ehrsberg stand sogar einmal eine Massenauswanderung von bis zu 300 Personen in Rede, die allerdings nicht zustande kam. Viele Bewohner zogen nach dem Beginn der Wiesentäler Industrialisierung ins Vordere Wiesental und nach Zell.
Im Laufe der Badischen Revolution zog Friedrich Hecker am 18. April 1848 in Zell ein; zwei Freischärler kamen auch nach Ehrsberg und warben dort erfolglos für ihre Sache. Im Gefolge der Revolution mussten die Gemeinden 1849 und 1850 wieder Kriegskostenbeteiligungen leisten.

### Industrialisierung und Weltkriege
Mitte des 19. Jahrhunderts erreichte die Industrialisierung den Hinterhag: 1850 gründete Samuel Lanz in Rohmatt eine Weberei („Oberer Betrieb“), 1863 folgte eine Spinnerei („Unterer Betrieb“). Beide Fabriken wechselten in den folgenden Jahren mehrmals den Besitzer; die Weberei kam schließlich 1900 an die Weberei Zell (später Zell-Schönau AG), die Spinnerei 1894 an die spätere Spinnerei Atzenbach.
1870/71 mussten 17 Bürger der Gemeinde Ehrsberg und 24 Häger im Deutsch-Französischen Krieg dienen, drei von ihnen fielen.
1904 wurde in der Häger Pfarrei ein Krankenverein gegründet und Schwestern vom Heiligen Kreuz übernahmen die Krankenpflege. Sechs Jahre später wurde bei der Häger Kirche ein Schwesternheim mit Altersheim für Zivilpersonen errichtet, das St. Josefsheim.
Im Ersten Weltkrieg wurden 70 Ehrsberger und 80 Häger zur Armee einberufen, 26 beziehungsweise 27 davon fielen oder gelten als vermisst. Die Verluste im Zweiten Weltkrieg waren noch höher: Aus Häg starben 52 Männer, 28 Ehrsberger fielen oder gelten als vermisst, eine Frau kam bei einem Fliegerangriff in Titisee um. Mit dem Näherrücken der Front hatte die Zivilbevölkerung auch oft unter Fliegerangriffen, insbesondere auf Züge, zu leiden. Nach dem Zweiten Weltkrieg gehörten Häg und Ehrsberg wie der Rest Südbadens zur französisch besetzten Zone.

### Nachkriegszeit und Gegenwart
1965 erwarb die Zell-Schönau AG die Spinnerei Atzenbach und damit auch den „Unteren Betrieb“; damit gehörten beide Rohmatter Textilfabriken nun der Zell-Schönau AG. Infolge einer Krise in der Textilindustrie wurden die Betriebe jedoch im Jahr 1977 geschlossen.
Im Zuge der Gebietsreform in Baden-Württemberg in den 1970er Jahren vereinigten sich die Gemeinden Häg und Ehrsberg am 1. Januar 1975 zur Gemeinde Häg-Ehrsberg und vereinbarten eine Verwaltungsgemeinschaft mit der Stadt Zell. Ein Jahr später wurden die Schulen in Happach, Ehrsberg und Häg zur Angenbachtalschule zusammengefasst (siehe Abschnitt Bildung).
2005 musste das St.-Josefs-Haus geschlossen werden. Im Jahr 2007 wurde für die vereinigten Freiwilligen Feuerwehren von Häg und Ehrsberg ein neues Feuerwehrhaus errichtet.

## Bevölkerung
Am Stichtag 31. Dezember 2009 hatte Häg-Ehrsberg 863 Einwohner, davon 451 Männer. Das Durchschnittsalter der männlichen Bevölkerung lag zum gleichen Stichtag bei 39,7, das der Frauen bei 41,5 Jahren. Die durchschnittliche Haushaltsgröße betrug 2,8 Personen und lag damit über dem Landesdurchschnitt von 2,2.

### Religion
Als Teil des habsburgischen Vorderösterreichs blieb das Gebiet von Häg-Ehrsberg auch nach der Reformation katholisch. Erst in der zweiten Hälfte des 19. Jahrhunderts, lange nach dem Anschluss Vorderösterreichs an Baden, siedelten einige Protestanten in den Hinterhag. Ihr Anteil stieg seither ein wenig, betrug jedoch 1987 nur 8,6 % gegenüber 86,6 % Katholiken.
Anfangs gehörte das Gebiet von Häg-Ehrsberg zur Pfarrei Zell, 1779 wurde jedoch eine eigene Pfarrei in Häg eingerichtet, die damals schon das gesamte heutige Gemeindegebiet von Häg-Ehrsberg umfasste. Heute bildet die Häger Pfarrei St. Michael gemeinsam mit den Pfarreien Atzenbach und Zell die Seelsorgeeinheit Zell im Wiesental des Dekanats Wiesental im Erzbistum Freiburg. Für die Protestanten war anfangs die evangelische Pfarrei in Schopfheim zuständig, seit der Einrichtung der evangelischen Pfarrei in Zell gehört Häg-Ehrsberg zu dieser.

### Mundart
Häg-Ehrsberg gehört, wie das restliche Wiesental, zum hochalemannischen Sprachraum. Charakteristisch für den Dialekt ist die Lautverschiebung von k im Anlaut zu ch, zum Beispiel Chind und Chopf. Das Wiesentäler Alemannisch ist nicht homogen, sondern unterscheidet sich von Ort zu Ort. Einen Eindruck von der Hinterhager Mundart geben die Gedichte des nahebei in Zell geborenen Gerhard Jung.

## Politik

### Verwaltungsgemeinschaft
Häg-Ehrsberg bildet zusammen mit der Stadt Zell im Wiesental eine Vereinbarte Verwaltungsgemeinschaft.

### Gemeinderat
Dem Häg-Ehrsberger Gemeinderat gehören neben dem Bürgermeister zehn weitere Mitglieder an. Die hohe Anzahl an Dörfern und Zinken führt dazu, dass in Häg-Ehrsberg im Rahmen der in Baden-Württemberg häufigen Unechten Teilortswahl acht Stimmbezirke bestehen: Altenstein/Sonnenmatt, Ehrsberg, Häg, Happach/Schürberg, Rohmatt, Rohrberg, Stadel und Waldmatt/Wühre. Mit Ausnahme der Bezirke Häg und Ehrsberg, die zwei Vertreter entsenden, hat jeder Bezirk einen Sitz im Gemeinderat. Der Gemeinderat besteht aus den gewählten ehrenamtlichen Gemeinderäten und dem Bürgermeister als Vorsitzendem. Der Bürgermeister ist im Gemeinderat stimmberechtigt.
Bei der Kommunalwahl am 26. Mai 2019 wurde der Gemeinderat durch Mehrheitswahl gewählt. Mehrheitswahl findet statt, wenn kein oder nur ein Wahlvorschlag eingereicht wurde. Die Bewerber mit den höchsten Stimmenzahlen sind dann gewählt. Die Wahlbeteiligung betrug 72,3 % (2014: 64,9 %).

### Bürgermeister
Die Gemeinde hatte seit ihrer Entstehung vier Bürgermeister: Franz Zettler amtierte von 1975 bis 1983, Helmut Lederer im Jahr 1983, Bruno Schmidt von 1983 bis 2023 und Dirk Philipp seit 2023. Philipp wurde am 18. Juni 2023 mit 98,7 Prozent der Stimmen gewählt.

### Wahlen
Häg-Ehrsberg gehört zum Bundestagswahlkreis 282 Lörrach-Müllheim und zum Landtagswahlkreis 58 Lörrach.
Wie in anderen umliegenden katholischen Dörfern war auch in Häg-Ehrsberg das Zentrum bis 1933 die bestimmende politische Partei, die fast immer die absolute Mehrheit der Stimmen erhielt. Zweitstärkste Partei zur Zeit des Kaiserreichs waren die Liberalen, die in der Weimarer Republik allerdings stark an Stimmenanteil verloren und ab 1930 endgültig von den Nationalsozialisten abgelöst wurden. Auch diesen gelang es aber nicht, am Zentrum vorbeizuziehen: So erreichten sie bei der Reichstagswahl November 1932 38,8 % der Stimmen, das Zentrum 51,6 %.
Nach dem Zweiten Weltkrieg übernahm die CDU die Rolle des Zentrums als stimmenstärkste Partei im Hinterhag. Als zweitstärkste Kraft etablierten sich nun die Sozialdemokraten. Die Wahlergebnisse der letzten beiden Bundes- und Landtagswahlen sind in den folgenden Tabellen wiedergegeben.
| Partei    | Stimmenanteil 2025 | Stimmenanteil 2021 |
| --------- | ------------------ | ------------------ |
| CDU       | 40,1 %             | 38,6 %             |
| SPD       | 10,9 %             | 16,5 %             |
| FDP       | 3,9 %              | 15,7 %             |
| Grüne     | 6,8 %              | 8,1 %              |
| Die Linke | 3,9 %              | 2,5 %              |
| AfD       | 22,3 %             | 10,3 %             |
| Sonstige  | 12,1 %             | 8,3 %              |

| Partei   | Anteil 2021 | Anteil 2016 |
| -------- | ----------- | ----------- |
| CDU      | 41,3 %      | 45,2 %      |
| SPD      | 8,2 %       | 10,2 %      |
| Grüne    | 20,7 %      | 21,9 %      |
| FDP      | 14,8 %      | 8,3 %       |
| AfD      | 7,5 %       | 9,3 %       |
| Sonstige | 7,5 %       | 5,1 %       |

### Wappen
Das Wappen der Gemeinde Häg-Ehrsberg vereinigt Elemente aus den Wappen der früheren Gemeinden Häg und Ehrsberg. Die Blasonierung lautet: In gespaltenem Schild vorne in Silber auf grünem Dreiberg ein gemauerter roter Zinnenturm, hinten von Schwarz und Gold geteilt, oben und unten je ein Ring in verwechselten Farben.
Der grüne Dreiberg mit dem gemauerten roten Zinnenturm war so auch auf dem Häger Wappen zu finden, dort allerdings noch beseitet von je einem roten Ring. Der Zinnenturm steht dabei für die abgegangene Burg Altenstein (siehe auch Erste Zeugnisse). Die schwarz-goldenen Ringe auf der rechten („hinteren“) Seite des Wappens bildeten in dieser Form auch den hinteren Teil des Ehrsberger Wappens; sie beruhen auf dem Stammwappen der Freiherren von Schönau. Der vordere Teil zeigte den Bindenschild als Wappen Vorderösterreichs (In Rot ein silberner Balken).

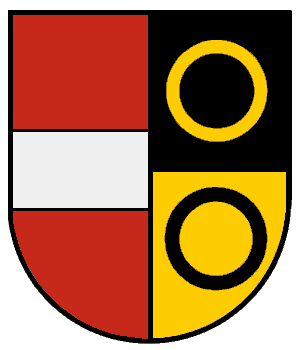
Wappen der ehemaligen Gemeinde Ehrsberg
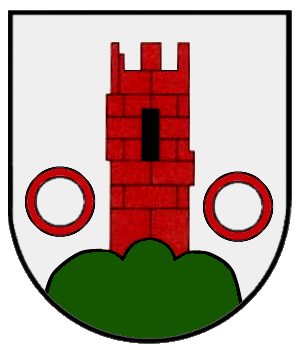
Wappen der ehemaligen Gemeinde Häg
Stammwappen derer von Schönau
Wappen von Vorderösterreich

## Kultur und Sehenswürdigkeiten

### Ortsbild und Bauwerke

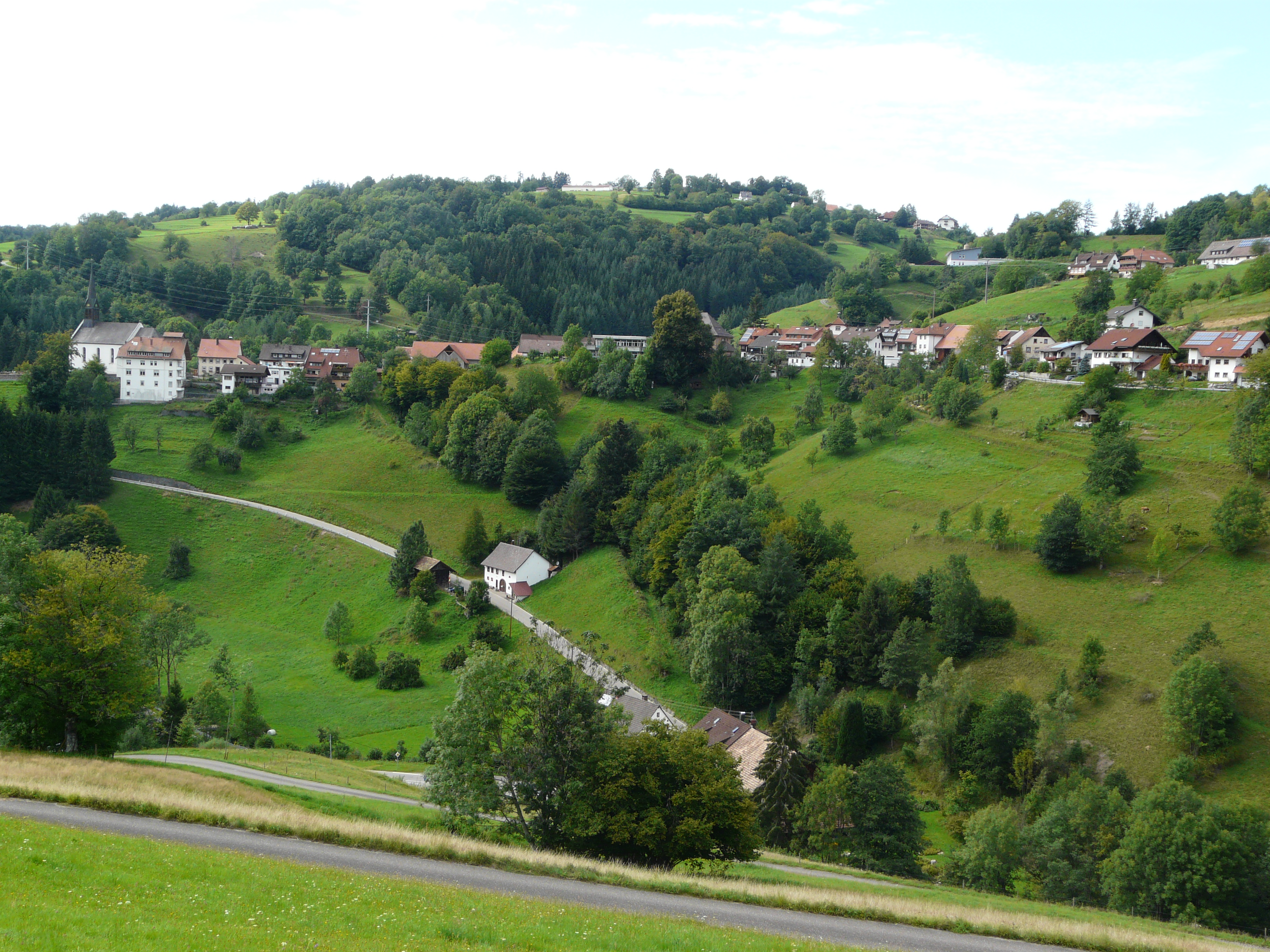
Häg vom südöstlich gelegenen Sonnenmatt aus, am unteren Bildrand ist der Zinken Häger Mühle erkennbar.

Im Westen des Gemeindegebietes ist Rohmatt der erste Ortsteil, den man von Mambach her erreicht. Am Eingang des Dorfes befinden sich die beiden ehemaligen Textilfabriken, deren Gelände nach dem Niedergang der Wiesentäler Textilindustrie von anderen Firmen übernommen wurde. Auf die Fabriken folgt das eigentliche Dorf, das sich der Landstraße entlang weiter in die Höhe zieht. Nach Norden bzw. Süden zweigen die Straßen zu den Zinken Wölflisbrunn und Husarenmühle ab. Der Landstraße folgend, wird nach einigen Kilometern der Zinken Häger Mühle erreicht. Dort zweigt die Kreisstraße 6302 nach Norden ab, die bergauf zunächst Häg erreicht. Am südlichen Ortseingang des Dorfes liegen der Friedhof und die katholische Pfarrkirche St. Michael. Die Kirche wurde 1888 im neuromanischen Stil errichtet. Eine 1781 an gleicher Stelle erbaute Vorgängerkirche war einem Brand zum Opfer gefallen. Die Kirche umfasst drei Joche, ist außen weiß verputzt und hat ein schwarzes Satteldach. Hinter der Kirche erstreckt sich der Ort zunächst entlang der Durchgangsstraße. Etwa ab der Ortsmitte, wo Schule und Rathaus stehen, verzweigt sich die Straße und mit ihr auch das Dorf. Eine Siedlungsachse folgt der Kreisstraße bergauf in Richtung Ehrsberg, eine andere, kleinere, führt entlang einer Ortsverbindungsstraße in östlicher Richtung auf die sogenannte Halde. Die Verbindungsstraße führt von dort weiter bergab, an den Häger Wasserfällen vorbei und ins Angenbachtal, wo sie wieder an die Landstraße 146 anschließt.

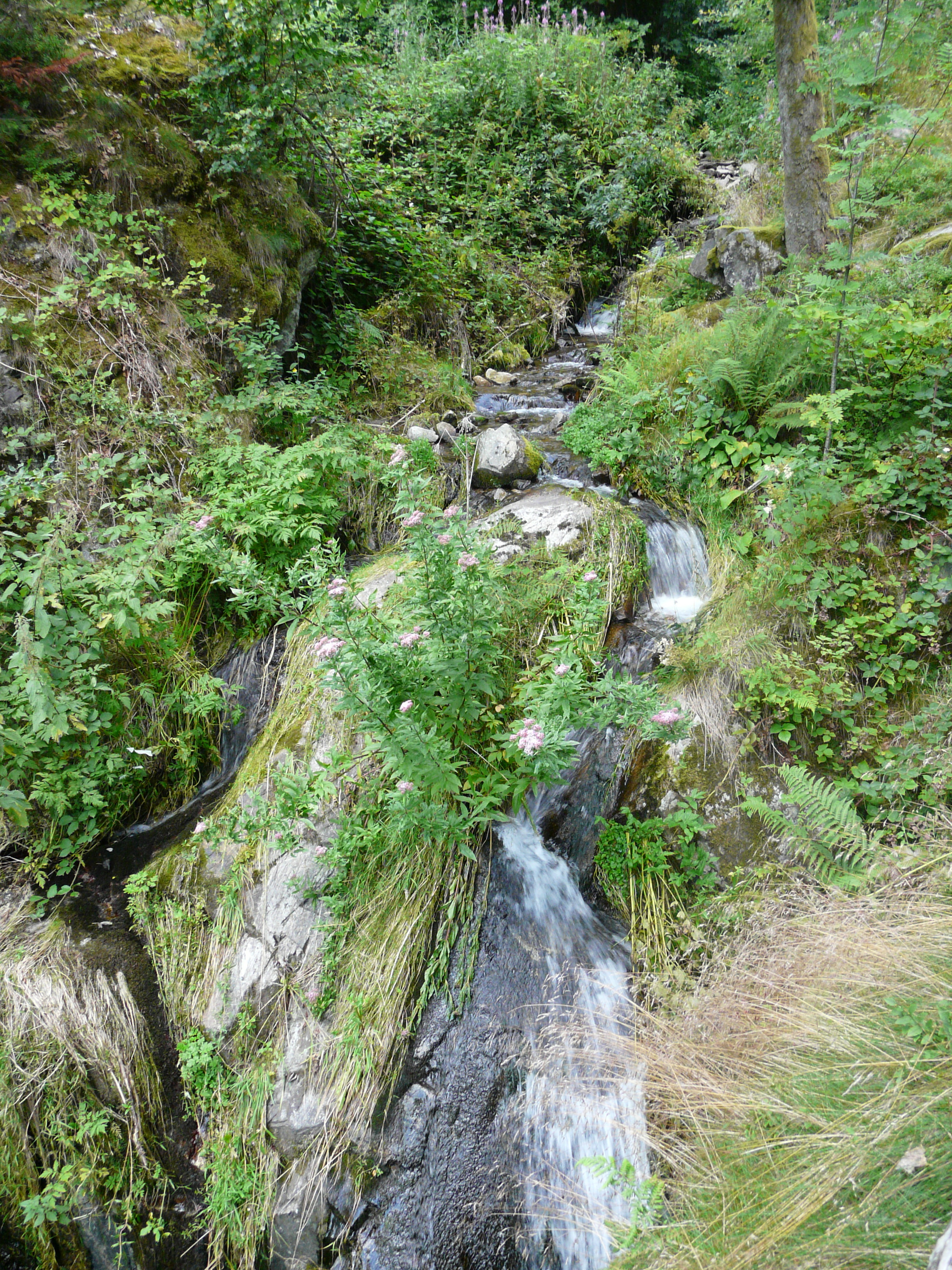
Mittlerer und …
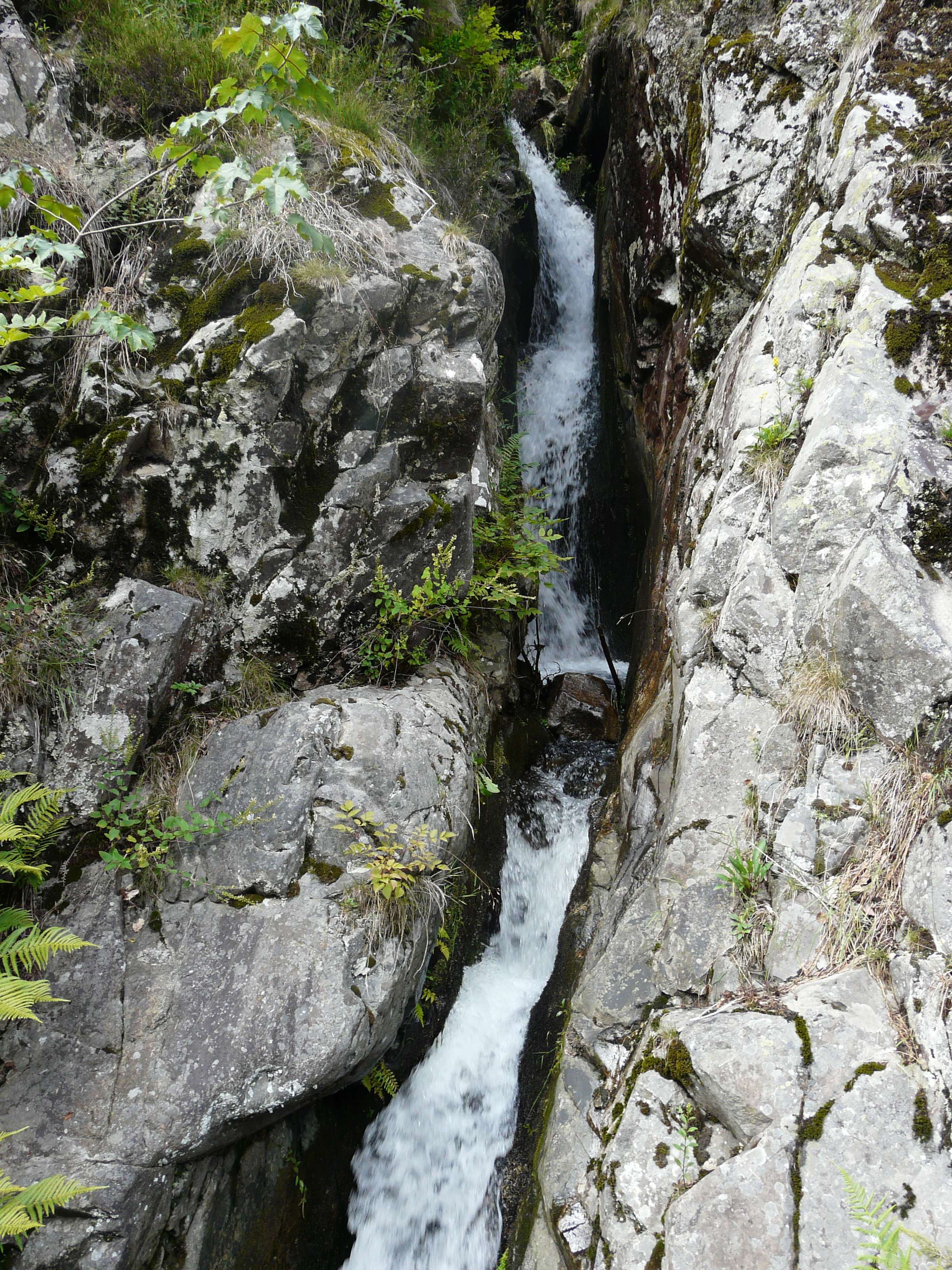
… unterer Teil der Häger Wasserfälle
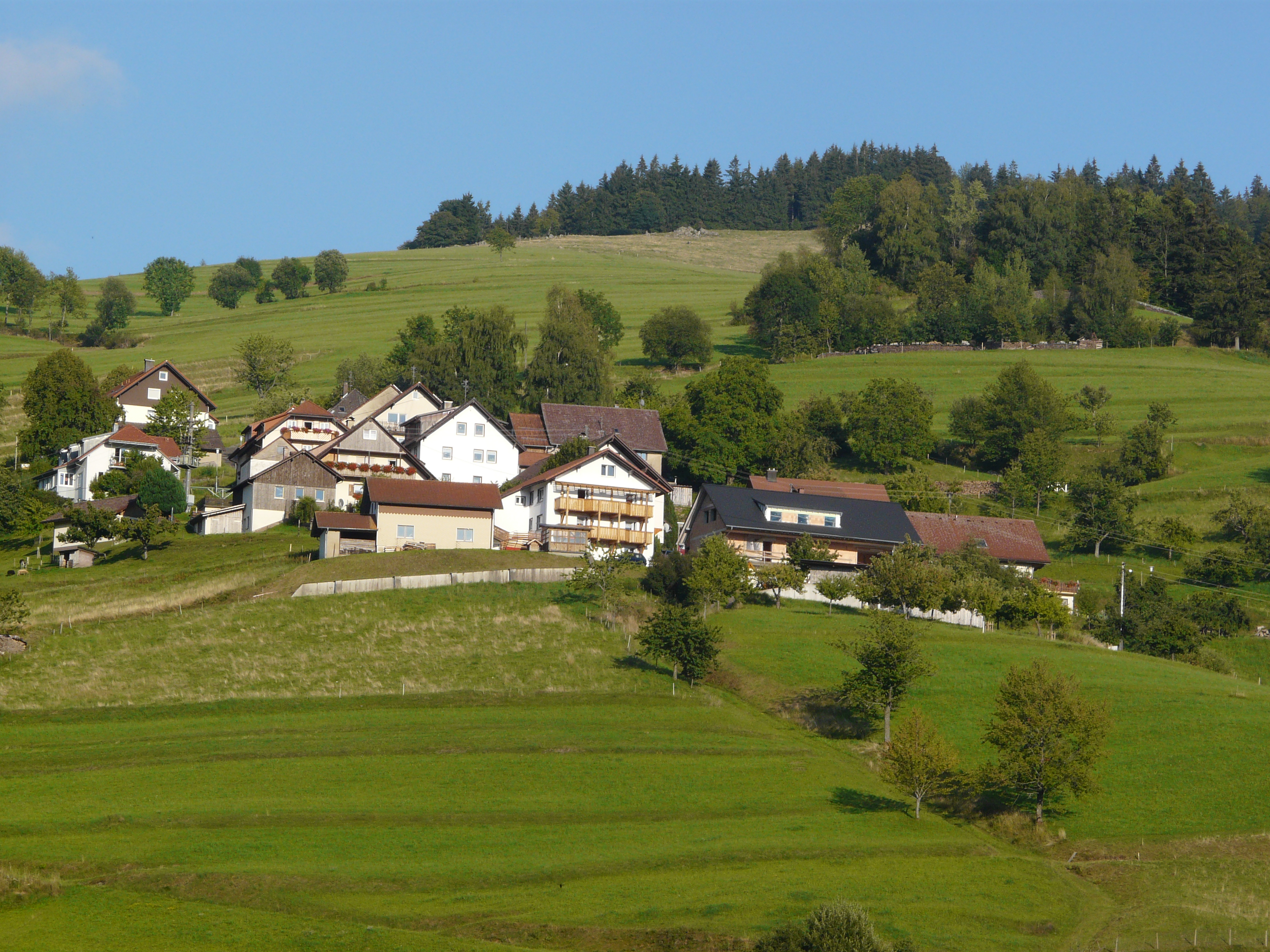
Zinken Sonnenmatt
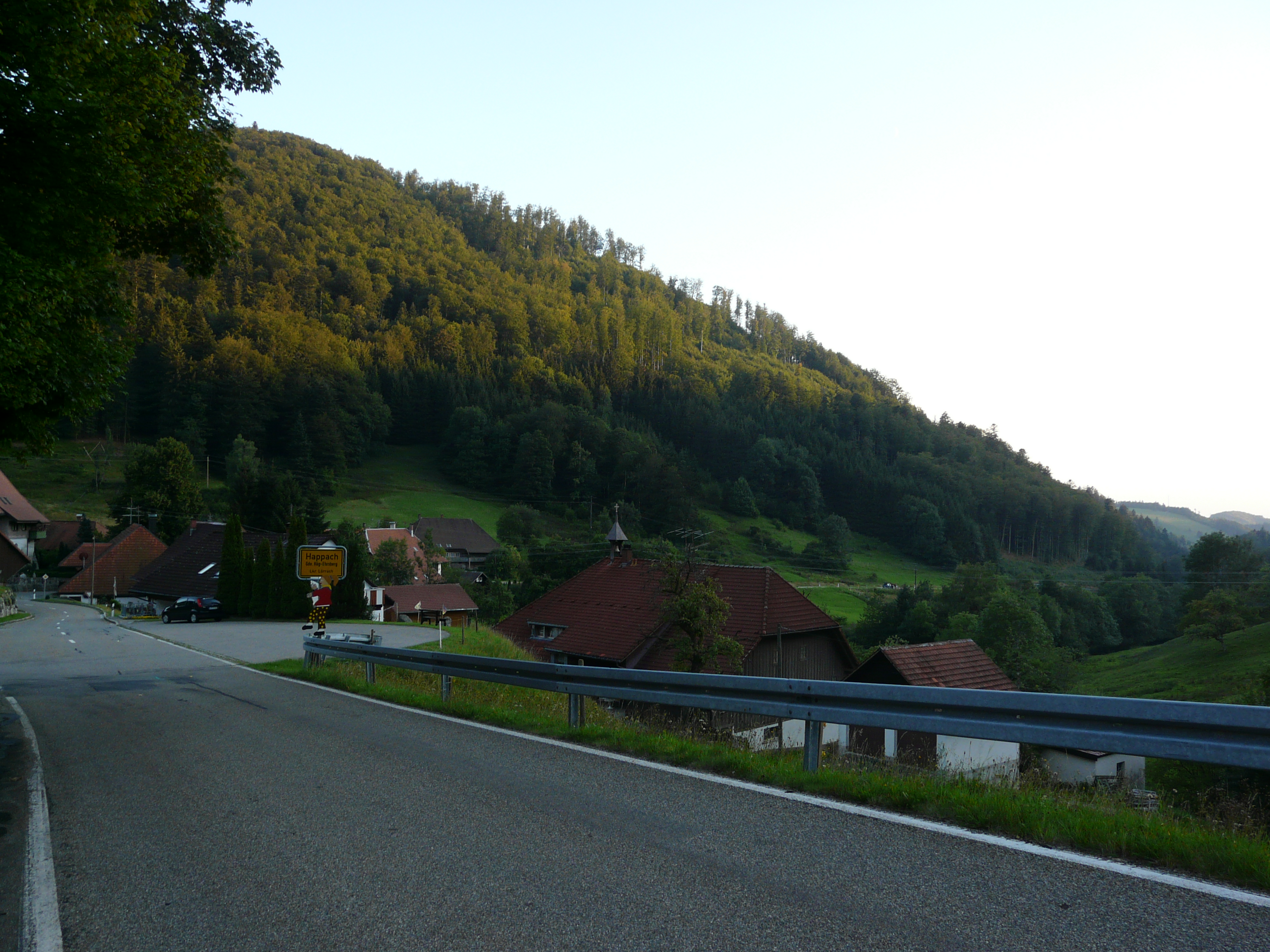
Dorf Happach

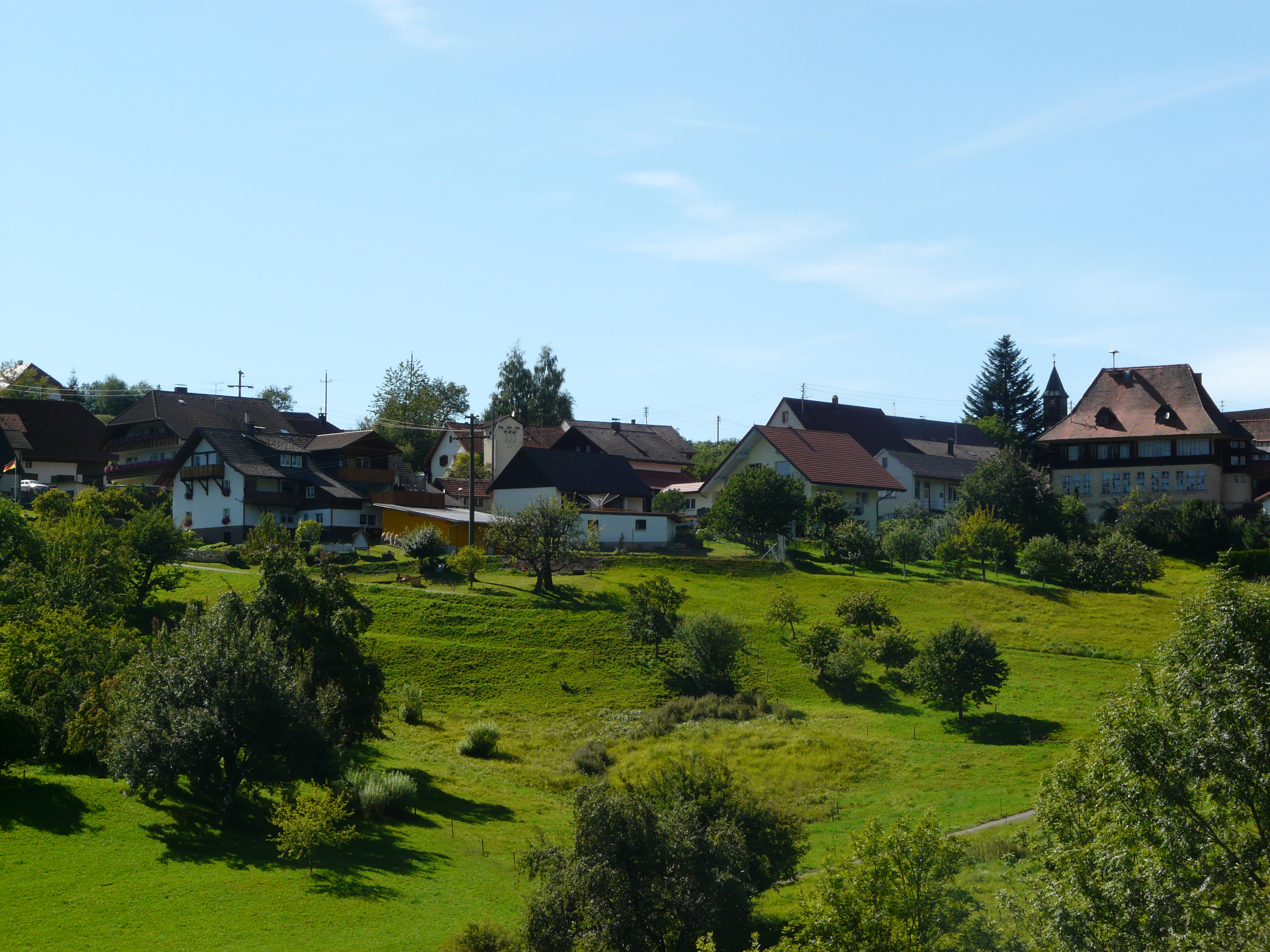
Ehrsberg von Süden aus

Oberhalb und nördlich von Häg liegt der einwohnerstärkste Ortsteil Ehrsberg. Im Gegensatz zum eng der Straße und dem Hang folgenden Häg breitet sich Ehrsberg mehr in der Ebene aus. Mittelpunkt des Dorfes ist die in den späten 1840er Jahren errichtete Kapelle St. Wendelin. Von Ehrsberg aus erreicht man in östlicher Richtung den Zinken Waldmatt, wo sich ein Fußball-Hartplatz befindet.
Etwas unterhalb der Häger Wasserfälle besteht von der Landstraße aus eine Abzweigung nach Süden, über die man die südöstlich von Häg gelegenen Zinken Sonnenmatt und Altenstein erreichen kann. Folgt man der Landstraße stattdessen an den Wasserfällen vorbei und weiter in nordöstlicher Richtung, so erreicht man am westlichen Hang des Antonipasses Happach, das östlichste Dorf der Gemeinde, das sich ebenfalls entlang der Straße ein wenig in die Höhe zieht.

### Musik und Kultur
1899 wurde in Häg der Musikverein gegründet; nach dem Zweiten Weltkrieg wurde er 1946 als Feuerwehrmusik Häg wiedergegründet und 1976 in Trachtenkapelle Häg umbenannt. Die Entwicklung in Ehrsberg war ähnlich: Der Feuerwehr-Musikverein wurde dort 1927 gegründet, 1946 neu gegründet und firmierte seit 1972 ebenfalls als Trachtenkapelle. 1997 vereinigten sich die beiden Blasmusikkapellen zur Trachtenkapelle Häg-Ehrsberg. Im Ortsteil Rohmatt besteht der 1949 gegründete Musikverein Rohmatt. Neben diesen Blasmusikkapellen gibt es zwei Chöre, den Katholischen Kirchenchor und den Männergesangsverein Eintracht in Ehrsberg.
2011 wurde außerdem der Verein „Theater in den Bergen“ gegründet, der im Herbst 2011 mit der Inszenierung eines Landschaftstheaterstücks im Hinterhag Premiere feierte.

### Sport
In Häg-Ehrsberg bestehen zwei Sportvereine, der Angelsportverein und der SV Häg-Ehrsberg mit den Abteilungen Turnen und Fußball. Ein Sportplatz (Hartplatz) befindet sich auf der Waldmatt östlich von Ehrsberg. In der Saison 2011/12 spielt die Herrenmannschaft des SV in einer Staffel der Kreisliga B im Bezirk Hochrhein des Südbadischen Fußballverbands. Außer der Herrenmannschaft bestehen 3 Jugendmannschaften. Neben dem eigentlichen Spielbetrieb organisiert der SV Häg-Ehrsberg jedes Jahr ein Grümpelturnier, also ein Fußballturnier für Amateurmannschaften.

### Regelmäßige Veranstaltungen
Wie in zahlreichen anderen ehemals vorderösterreichischen katholischen Orten gibt es auch in Häg-Ehrsberg eine Fastnachtstradition. Die Hinterhager Narrenzunft verfügt über mehrere Narrenhäsgruppen, daneben besteht die selbständige Häsgruppe der Mühlibachdämonen Hinterhag. Zum alljährlichen Programm der Häger Fastnacht gehören unter anderem ein Hemdglunki-Umzug, ein Umzug am „Fasnachtsmändig“ (Rosenmontag) und eine Fastnachtsverbrennung. Das „Oberhaupt“ der Häg-Ehrsberger Fastnacht ist der Burgvogt.

## Wirtschaft und Infrastruktur

### Flächennutzung
Gemessen an der Bevölkerung ist die Gemeindefläche von Häg-Ehrsberg relativ groß, was sich auch darin zeigt, dass nur 126 Hektar oder 5 % der Gemeindefläche für Siedlungs- und Verkehrszwecke genutzt werden. Den größten Teil des Gemeindegebiets machen Wald (1430 Hektar oder 57,1 %) und landwirtschaftliche Nutzfläche (940 Hektar oder 37,6 %) aus. 8 Hektar entfallen auf Wasserflächen und andere Verwendungen.

### Verkehr
Südwestlich von Häg-Ehrsberg, bei Mambach, zweigt die Landstraße 146 von der Bundesstraße 317 ab und führt in nordöstlicher Richtung durch das gesamte Gemeindegebiet bis Todtmoos-Mättle, wobei sie die Ortsteile Rohmatt und Happach durchquert. Einige Kilometer nordöstlich von Rohmatt zweigt die Kreisstraße 6302 in nördlicher Richtung ab und führt durch den Ortsteil Häg nach Ehrsberg. Daneben bestehen zahlreiche Verbindungsstraßen zwischen den einzelnen Ortsteilen, Zinken und Höfen.
Eine Anbindung an den Bahnverkehr hat die Gemeinde nicht; bis zur Stilllegung der Bahnstrecke Zell im Wiesental-Todtnau (Todtnauerli) bestand noch eine Haltestelle dieser Linie im benachbarten Mambach, heute ist der nächstgelegene Bahnhof in Zell. In Häg-Ehrsberg selbst besteht Anschluss an einige lokale und überregionale Busverbindungen des Regio Verkehrsverbunds Lörrach.

### Ansässige Unternehmen
Mit dem Niedergang der Wiesentäler Textilindustrie verlor auch das verarbeitende Gewerbe in Häg-Ehrsberg an Bedeutung, sodass heute kein Industriebetrieb mehr in der Gemeinde besteht und der weitaus größte Teil der Bevölkerung nicht mehr in der Wohngemeinde arbeitet. Im Jahr 2010 waren in der Gemeinde 320 sozialversicherungspflichtig Beschäftigte gemeldet, von denen 287 über die Gemeindegrenze hinaus pendelten. Ortsansässige Unternehmen sind vor allem Handwerksbetriebe, von denen 1995 neun mit 32 Beschäftigten gemeldet waren, der Großteil davon (18 Beschäftigte) im Bau- und Ausbaugewerbe. Weitere Zweige sind Einzelhandel und Gastgewerbe/Tourismus; 1995 waren in diesen Branchen 21 Personen beschäftigt.
Die Anzahl landwirtschaftlicher Betriebe sank von 117 im Jahr 1979 auf 60 im Jahr 2007, gleichzeitig wuchs die durchschnittliche Betriebsgröße von acht auf 15 Hektar. Rund 90 % waren Nebenerwerbsbetriebe. Fast die gesamte landwirtschaftliche Fläche wird als Dauergrünland für die Viehwirtschaft genutzt, vor allem für Rinder und Schafe.

### Bildung

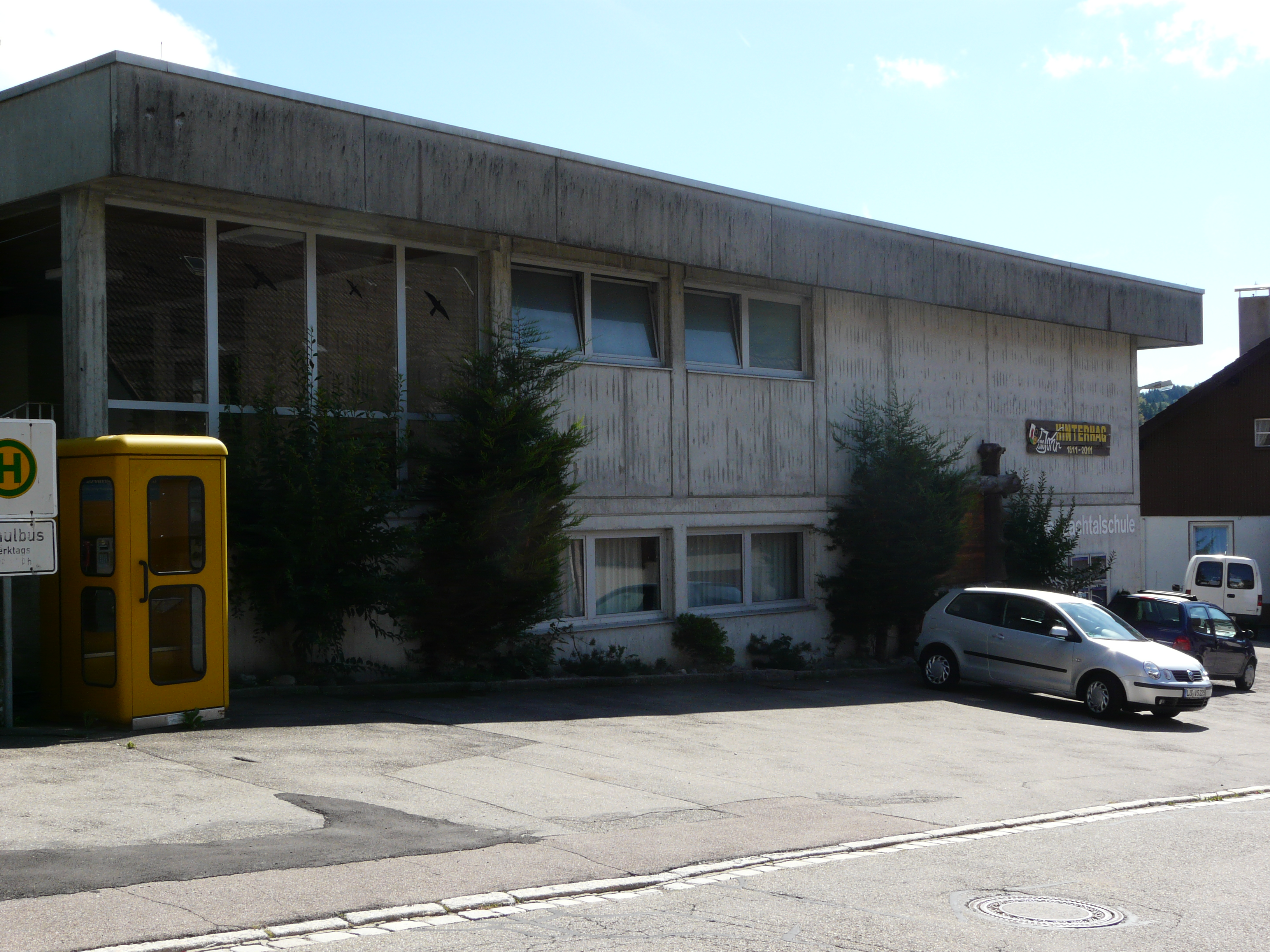
Die Angenbachtalschule

Im 19. Jahrhundert bestanden im Hinterhag acht Schulen: In Häg, Ehrsberg und Happach gab es je eine Hauptschule, sogenannte Nebenschulen gab es in Altenstein, Rohmatt, Rohrberg, Waldmatt und Stadel. In den 1850er Jahren kam eine Fabrikschule in Rohmatt hinzu. Die Nebenschulen in Rohmatt und Altenstein wurden 1856 bzw. 1868 aufgelöst später auch die anderen, sodass 1975 nur noch die Hauptschulen Häg, Ehrsberg und Happach bestanden. Nach Auflösung der Ehrsberger und Happacher Schulen in den folgenden Jahren wurde 1976 die Grund- und Hauptschule Angenbachtal gegründet, die im Ortsteil Häg angesiedelt ist. Heute ist die Angenbachtalschule nur noch Grundschule, weiterführende Schulen befinden sich in Zell (Gerhard-Jung-Schule und Montfort-Realschule) und Schönau (Gymnasium Schönau). Seit 2011 wird die Häg-Ehrsberger Schule vom Förderverein Angenbachtalschule unterstützt. In Häg befindet sich auch ein von der Caritas getragener Kindergarten.

## Persönlichkeiten
Der deutsche General Fridolin von Senger und Etterlin (1891–1963) verbrachte seinen Lebensabend in Happach und wurde nach seinem Tod auf dem Friedhof in Häg beigesetzt.
Die Gemeinde Ehrsberg verlieh am 24. August 1965 dem Komponisten Franz Philipp (1890–1972) „für die Treue, die er immer der Heimatgemeinde seiner Vorfahren bewahrt hat“ die Ehrenbürgerschaft.
Die Sozialanthropologin und Hochschullehrerin Michaela Schäuble (* 1973) wurde in Häg-Ehrsberg geboren.